# Galashiels
Galashiels (scots Gallae, gael. An Geal Àth) – miasto w południowej Szkocji, w jednostce administracyjnej Scottish Borders (historycznie w Selkirkshire), położone około 28 km od Hawick i 58 km od Edynburga. Znajduje się w dolinie rzeki Gala Water, nad jej ujściem do rzeki Tweed. Historia Galashiels była mocno związana z przemysłem włókienniczym. Ludność miasta według spisu z 2011 roku wyniosła 14 994 mieszkańców.

## Historia
Nazwa Galashiels składa się ze słów "shiels", co oznacza "domostwa" i "gala", nazwę rzeki, tak więc nazwę miasta można przetłumaczyć jako "domostwa nad rzeką Gala". 
Pierwsza wzmianka o mieście pochodzi z 1124 z okresu panowania króla Dawida I.
Galashiels stały się centrum przemysłu włókienniczego. Pierwsze folusze w mieście zaczęły powstawać już w 1585 roku. W 1599 roku Galashiels nadano prawa miejskie. W tym czasie w osadzie żyło od 400 do 450 mieszkańców.
W 1825 r. 35 pracowników w mieście zajmowało się produkcją barwników. Problemy związane z transportem wynikające z trudnej sytuacji geograficznej Galashiels oznaczały, że koszty produkcji były znacznie wyższe niż na przykład w południowej Yorkshire, tak więc produkcja w Galashiels koncentrowała się od początku na produkcji wysokiej jakości materiałów. Rozwój przemysłu tekstylnego doprowadził do wzrostu liczby mieszkańców miasta. W 1891 r. miasto liczyło 18 000 mieszkańców.
W 1849 roku Galashiels uzyskało połączenie kolejowe na linii Waverley, co przyczyniło się do zmniejszenia kosztów transportu towarów do Edynburga o połowę. 
W 1969 r. linię kolejową zamknięto co związane było z cięciami na kolei znanymi jako Beeching Axe. Odbudowę linii rozpoczęto w 2012 r. by ukończyć ją we wrześniu 2015 r. Odbudowana linia umożliwia szybki dojazd do Edynburga.
Duży wzrost liczby ludności przyniósł zarówno zalety, jak i wady. Powstały nowe szkoły, założono pierwszą bibliotekę, a w 1831 roku powstała Galashiels Gas Company. Z drugiej jednak strony wzrastała przestępczość i następowały zamieszki robotnicze związane z trudnymi warunkami pracy. Cholera pojawiła się trzykrotnie między rokiem 1849 a 1853 ze względu na słabą jakość wody.
Lata 1850-1880 to okres najlepszej koniunktury w przemyśle tekstylnym. Podczas pierwszej wojny światowej miasto straciło 635 mężczyzn, wielu z nich było spadkobiercami właścicieli fabryk włókienniczych, więc niektóre firmy musiały zostać przejęte przez osoby z zewnątrz.
Przemysł tekstylny dominował w mieście aż do II wojny światowej. Po wojnie podjęto starania o przyciągnięcie nowych gałęzi przemysłu na terenie miasta by zdywersyfikować strukturę zatrudnienia w mieście. W latach sześćdziesiątych kilka firm z branży elektrotechnicznej przeniosło się do Galashiels a miasto stało się centrum administracyjnym regionu.

## Zabytki
Położony w centrum ratusz Burgh Chambers, oddano do użytku w 1867 roku, wieżę zegarową dodano w 1920 roku. Przed ratuszem znajduje się obelisk, przypominający o mieszkańcach Galashiels, którzy zginęli podczas I wojny światowej.
Najbardziej znaną z wciąż działających fabryk włókienniczych jest Waverley Mill, gdzie wytwarzany jest szkocki tartan. W zakładzie istnieje również centrum dla zwiedzających i możliwość uczestniczenia w zwiedzaniu z przewodnikiem.